# غوديبرت ملك اللومبارد
غوديبرت ملك اللومبارد (توج 661) الابن البكر لأريبرت الأول وخليفته. كان آريوسيًا وحكم من العاصمة القديمة بافيا، في حين أن شقيقه بيركتاريت الكاثوليكي حكم من ميلان. في حرب مع أخيه - بدأت في عام تتويجهما سوية - طلب مساعدة الدوق غريموالد الأول من بينيفينتو الذي اغتاله في قصره البافي. تمكن ابنه راغينبرت من الفرار ولكن حكم غريموالد.